# NGC 3751
NGC 3751 est une galaxie lenticulaire relativement éloignée et située dans la constellation du Lion. NGC 3751 a été découverte par l'astronome britannique Ralph Copeland en 1874.

## Caractéristiques
Sa vitesse par rapport au fond diffus cosmologique est de 9 714 ± 23 km/s, ce qui correspond à une distance de Hubble de 143 ± 10 Mpc (∼466 millions d'al).
À ce jour, une mesure non basée sur le décalage vers le rouge (redshift) donne une distance d'environ 138,000 Mpc (∼450 millions d'al). Cette valeur est à l'intérieur des valeurs de la distance de Hubble.

## Septette de Copeland
NGC 3751 fait partie du septette de Copeland, sept galaxies découvertes par Copeland en 1874. Les six autres membres de ce groupe de galaxies sont NGC 3745, NGC 3746, NGC 3748, NGC 3750, NGC 3753 et NGC 3754.

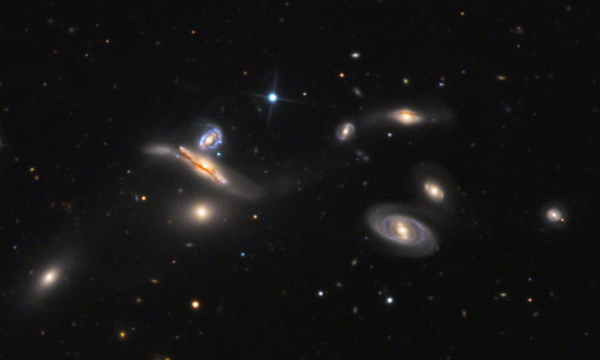
Les galaxies du septette de Copeland par Adam Block (Observatoire du mont Lemmon/Université de l'Arizona).
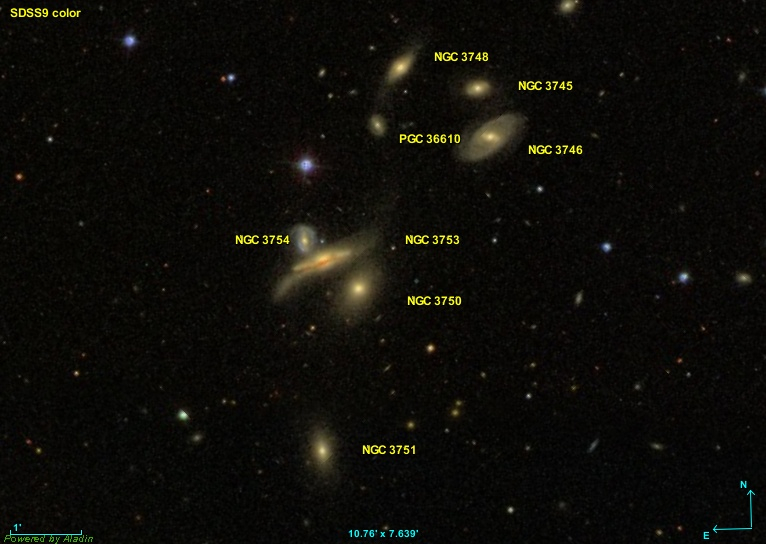
Les galaxies du groupe Arp 320. PGC 36010 s'ajoute au 7 galaxies du septette de Copeland.

Halton Arp a aussi remarqué les sept galaxies de ce groupe dans un article publié en 1966. Le groupe est désigné comme Arp 320 et Arp leur a toutefois ajouté la galaxie PGC 36010. La base de données NASA/IPAC indique que NGC 3751 fait partie du groupe de Halton Arp 320, mais cette galaxie n'apparaît pas sur la photographie publiée par Arp. C'est sans doute pour cette raison que les autres sources consultés n'inclut pas NGC 3751 dans le groupe Arp 320.
Ce groupe a aussi fait l'objet d'une observation par Paul Hickson et il l'a inclus dans un article publié en 1982. Il est donc aussi connu sous le nom de groupe compact de Hickson 57. NGC 3751 y est désigné comme HCG 57F.